# باب الواد سيتي (فلم)
باب الواد سيتي (بالإنجليزية: Bab El-Oued City) هو فيلم دراما تم إنتاجه في الجزائر وصدر في سنة 1994.

## وصلات خارجية
- مقالات تستعمل روابط فنية بلا صلة مع ويكي بيانات